# Hector Hanoteau

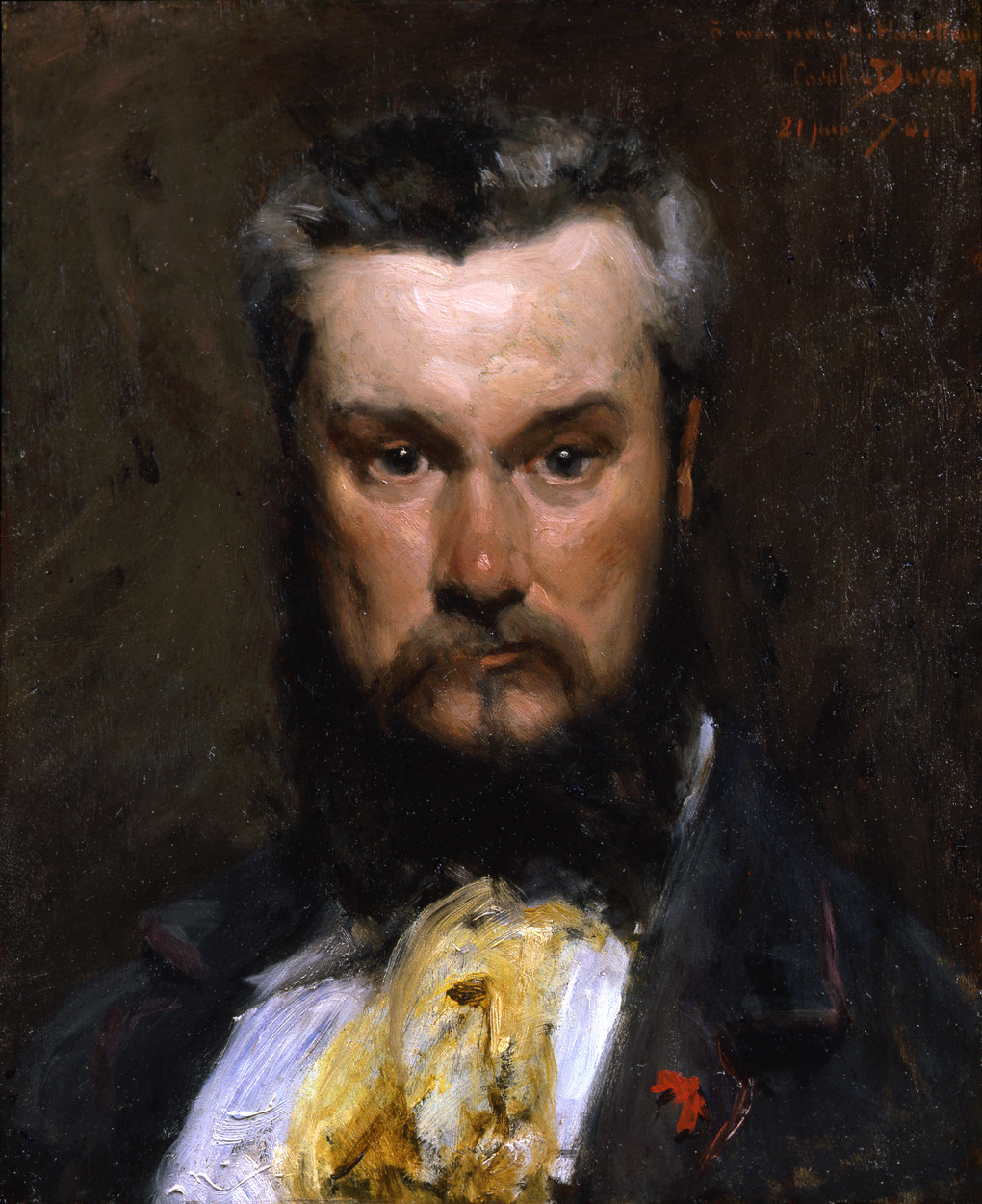
Hector Hanoteau, Gemälde von Carolus-Duran, 1870

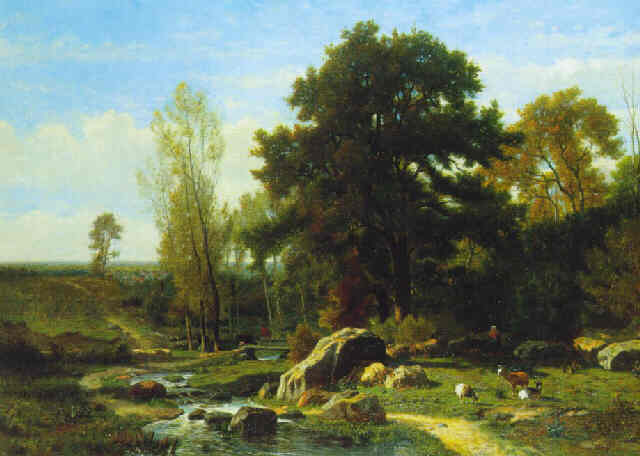
Bergère et son troupeau au bord du ruisseau

Hector Hanoteau, eigentlich Hector Charles Auguste Octave Constance Hanoteau (* 25. Mai 1823 in Decize, Département Nièvre; † 7. April 1890 in Briet, Département Nièvre), war ein französischer Maler.

## Leben
Hanoteau wurde an der École des Beaux-Arts Schüler von Jean-François Gigoux. Von diesem inspiriert, waren seine ersten Werke eher der Genremalerei zuzuordnen. Hanoteau konnte aber bald schon seinen eigenen Stil finden und verlegte sich immer mehr der Landschaftsmalerei, die er mit der Zeit immer realistischer gestalten konnte. Als bestes Beispiel dafür gilt sein 1847 ausgestelltes Gemälde Landschaft aus der Umgegend von Compiègne.
Später unternahm Hanoteau eine Studienreise nach und durch Algerien und brachte von dort viele Skizzen mit, die dann später die Basis einiger bemerkenswerter Bilder wurden, zum Beispiel Ein arabisches Lager vor den Mauern von Laghouat.

## Ehrungen
- 1870 Chevalier der Ehrenlegion

## Werke (Auswahl)
- Landschaft aus der Umgegend von Compiègne (1847)
- Der Dorfteich, (Musée du Luxembourg, Paris)
- Die Frösche (Musée du Luxembourg, Paris)
- Die Speisekammer der Füchse
- Der Lockruf im Hühnerhof (1850)
- Hütte an den Fontaines Noires (1850, Museum in Nevers)
- Der barmherzige Samariter (1850, Museum in Nevers)
- Jagdrendezvous in dem Bois de la Machine (1851)
- Ernte im Kanton Fours (1853)
- Paradies der Gänse (1864, Museum in Marseille)